# اللادينية في باكستان
اللادينية موجودة بشكل رئيسي بين أقلية من الشباب في باكستان. يواجه الملحدون في باكستان التمييز والاضطهاد والتحامل في المجتمع. ذكرت بعض المصادر أن باكستان من بين الدول الثلاثة عشر التي يمكن أن يُعاقب فيها على الإلحاد بعقوبة الإعدام، ولكن وفقاً لمكتبة الكونجرس بالولايات المتحدة، "لا يوجد قانون تشريعي محدد يجرم الردة في باكستان". ومن ناحية أخرى، يمكن للحكومة الباكستانية فرض عقوبة الإعدام بتهمة ازدراء الأديان.
المدون الباكستاني أياز نظامي، نائب رئيس تحالف الإلحاد واللاأدرية في باكستان. ومؤسس موقع Realapproach.org، وهو موقع باللغة الأردية يتحدث عن الإلحاد، مُحتجز حالياً بتهمة ازدراء الأديان وقد يواجه عقوبة الإعدام. وقد حدث هذا بعد وقت قصير من دعم رئيس وزراء باكستان السابق نواز شريف لحملة قمع ضد المواد التجديفية المنشورة على وسائل التواصل الاجتماعي ووصف التجديف بأنه "جريمة لا تُغتفر" في مارس 2017.
تم إعدام وسجن العديد من الملحدين في باكستان دون محاكمة بسبب مزاعم لا أساس لها بازدراء الأديان. عندما بدأت الدولة حملة قمع كاملة على الإلحاد ابتداءً من عام 2017، أصبح الأمر أسوأ مع اختطاف المدونين العلمانيين ونشر الحكومة إعلانات تحث الناس على تحديد المجدفين بينهم، وأعلن أعلى القضاة أن هؤلاء الأشخاص إرهابيون.

### قراءة معمقة
- "Being a non-believer in Pakistan". دويتشه فيله. 14 ديسمبر 2012. مؤرشف من الأصل في 2015-05-27. اطلع عليه بتاريخ 2014-01-30.

## وصلات خارجية
- Atheist and Agnostic Alliance Pakistan